# 北ガス石狩発電所
北ガス石狩発電所（きたガスいしかりはつでんしょ）は、北海道石狩市にある液化天然ガスの火力発電所。

## 概要
北海道ガス（北ガス）の自社電源として石狩湾新港にある「石狩LNG基地」内に建設し、北海道内では初となる天然ガスを燃料とした発電設備がある。複数台のガスエンジンを設置することでリスク分散を図るとともに、需要変動に対応した出力の運転が可能となった。また、発電時の排熱をLNG基地内で活用することで環境性や経済性に向上している。「北海道胆振東部地震」発生による電力供給不足に伴い、試運転段階であった発電所を約1ヶ月前倒して稼働し、北海道電力へ電力を供給した。

## 設備
- 発電機（7,800 kWガスエンジン×10台）[4]
- ラジエーター[4]
- 排熱回収ボイラ[4]
- ボイラー排気筒[4]
- 通信ケーブル[4]
- 蒸気配管・ガス配管・送電線等[4]

## 参考資料
- “高効率天然ガス発電「北ガス石狩発電所」営業運転開始” (PDF).  北海道ガス (2018年10月11日). 2018年10月19日閲覧。